# Дискографија Сије
Аистралиска певачица и текстописачица Сиа је објавила 8 студијских албума, 6 уживо албума, 35 синглова (укључујући и једанаест као тгостујући музичар), и 42 музичка видеа. У 1997. години, онај је објавила свој први студијски албум OnlySee. Албум је био комерцијално неуспешан, и ниједна од његових песама није била објављена као сингл. Сиа је током 2001. године објавила свој други албум, Healing Is Difficult. Албум је чинио три сингла: "Taken for Granted", "Little Man" и "Drink to Get Drunk". Водећи сингл, "Taken for Granted", је достигао десето место на UK Singles Chart.
У 2004. години, Сија је објавила свој трећи студијски албум, Colour the Small One. Албум укључује синглове "Don't Bring Me Down", "Breathe Me", "Where I Belong" and "Numb". "Breathe Me" је постао најуспешнији сингл из албума Colour the Small One, достигавши деветнаесто место у Данској, седамдесет прво место у Уједињеном Краљевству и осамдесет прво место у Француској. У 2008. години, Сија је објавила свој четврти студијски албум, Some People Have Real Problems. Албум је сертификован златом од стране Australian Recording Industry Association (ARIA), и чине га четири сингла: "Day Too Soon", "The Girl You Lost to Cocaine", "Soon We'll Be Found" и "Buttons". Следећи албум, We Are Born је снимљен и објављен 2010. године. И овај албум је сертификован златом од стране ARIA, и садржи синглове "You've Changed", "Clap Your Hands", "Bring Night" и "I'm in Here".
Током 2011. године, Сија је први пут достигла на топ-тен са сингловима "Titanium" од Дејвида Гете и "Wild Ones" од Flo Rida. У 2013. години, Сија је допридела песмом "Elastic Heart" за амерички филм Игре глади: Лов на ватру. Следеће године, она је објавила свој шести студијски албум, 1000 Forms of Fear. То је постало Сијино најуспешније издање, које је достигло врхунске рекорде у Аустралији, Канади и Америци. Албум је сертификован платинумом у Аустралији и златом у Француској. Од јануара 2016. године, албум је продат у више од милион примерака широм света. Водећи сингл, "Chandelier", постао је први Сијин сингл на ком је као главни извођач достигла на прво место у различитим земљама. 1000 Forms of Fear су такође промовисали синглови "Big Girls Cry", "Elastic Heart" и "Fire Meet Gasoline".
Сијин седми албум, This Is Acting, је објављен у 2016. години. Он је постао њен други узастопни албум на врху листе у Аустралији, а достигао је врхунац у још неколико држава, укључујући и Канаду, Енглеску и САД. Најуспешнији синглови из албума су "Alive" и "Cheap Thrills". Cheap Thrills је постала њена најуспешнија песма у многим европским државама, а достигла је и прво место на америчком Билботд хот 100, поставши Сијина најуспешнија песма.
Радећи као текстописац, закључно с октобром 2014. продала је приближно 25.000.000 песама.

## Албуми

### Студијски албуми
| Назив                                                                                       | Информације о албуму                                                                                              | Позиција | Позиција | Позиција | Позиција | Позиција | Позиција | Позиција | Позиција | Позиција | Позиција | Број проданих примерака                     | Сертификати |
| Назив                                                                                       | Информације о албуму                                                                                              | AUS      | CAN      | DEN      | FRA      | GER      | ITA      | NZ       | SWE      | UK       | US       | Број проданих примерака                     | Сертификати |
| ------------------------------------------------------------------------------------------- | --- | -------- | -------- | -------- | -------- | -------- | -------- | -------- | -------- | -------- | -------- | ------------------------------------------- | --- |
| OnlySee                                                                                     | - Датум издавања: 23. децембар 1997. - Издавачка кућа: Flavoured - Формат: ЦД                                     | —        | —        | —        | —        | —        | —        | —        | —        | —        | —        | - AUS: 1,200                                | |
| Healing Is Difficult                                                                        | - Датум издавања: 9. јул 2001. - Издавачка кућа: Columbia - Формат: ЦД, дигитал даунлоуд                          | 99       | —        | —        | —        | —        | —        | —        | —        | —        | —        |                                             | |
| Colour the Small One                                                                        | - Датум издавања: 12. јануар 2004. - Издавачка кућа: Systemtactic, Go! Beat - Формат: ЦД, дигитал даунлоуд        | —        | —        | —        | —        | —        | —        | —        | —        | 180      | —        |                                             | |
| Some People Have Real Problems                                                              | - Датум издавања: 8. јануар 2008. - Издавачка кућа: Monkey Puzzle, Hear Music - Формат: ЦД, дигитал даунлоуд      | 41       | —        | —        | 58       | —        | —        | —        | —        | 106      | 26       |                                             | - ARIA: Gold |
| We Are Born                                                                                 | - Датум издавања: 18. јун 2010. - Издавачка кућа: Monkey Puzzle - Формат: ЦД, ЛП, дигитал даунлоуд                | 2        | 60       | 14       | 42       | 73       | —        | —        | —        | 74       | 37       |                                             | - ARIA: Gold |
| 1000 Forms of Fear                                                                          | - Датум издавања: 4. јул 2016. - Издавачка кућа: Monkey Puzzle, RCA - Формат: ЦД, ЛП, дигитал даунлоуд            | 1        | 1        | 5        | 8        | 30       | 33       | 4        | 4        | 5        | 1        | - WW: 5,000,000 - UK: 300,000 - US: 500,000 | - ARIA: Platinum - BPI: Platinum - GLF: Platinum - IFPI DEN: Platinum - MC: Gold - RIAA: Gold - SNEP: Platinum                                  |
| This Is Acting                                                                              | - Датум издавања: 29. јануар 2016. - Издавачка кућа: Monkey Puzzle, RCA - Формат: ЦД, ЛП, дигитал даунлоуд        | 1        | 2        | 11       | 3        | 14       | 13       | 5        | 10       | 3        | 4        | - WW: 4,000,000                             | - ARIA: Gold - BPI: Platinum - BVMI: Gold - FIMI: Gold - IFPI DEN: Platinum - MC: 2× Platinum - RIAA: Platinum - RMNZ: Gold - SNEP: 3× Platinum |
| Everyday Is Christmas                                                                       | - Датум издавања: 17. новембар 2017. - Издавачка кућа: Monkey Puzzle, Atlantic - Формат: ЦД, ЛП, дигитал даунлоуд | 7        | 8        | 10       | 41       | 38       | 56       | 22       | 7        | 39       | 27       | - US: 15,000                                | |
| Music                                                                                       | - Датум издавања: 2021.                                                                                           |          |          |          |          |          |          |          |          |          |          |                                             | |
| Reasonable Woman                                                                            | - Датум издавања: 2024.                                                                                           |          |          |          |          |          |          |          |          |          |          |                                             | |
| "—" озачава издање које или није дебитовало на листи или није дебитовало на тој територији. | |          |          |          |          |          |          |          |          |          |          |                                             | |

### Компилацијски албуми
| Назив      | Информације о албуму                                                               | Peak chart positions |
| Назив      | Информације о албуму                                                               | AUS                  |
| ---------- | ---------------------------------------------------------------------------------- | -------------------- |
| Best Of... | - Released: 30 March 2012 - Label: Inertia Records - Formats: CD, digital download | 27                   |

### Уживо албуми
| Назив                                                      | Позиција                                                                                      |
| ---------------------------------------------------------- | --------------------------------------------------------------------------------------------- |
| Lady Croissant                                             | - Датум издавања: 3. април 2007. - Издавачка кућа: Astralwerks - Формат: ЦД, дигитал даунлоуд |
| iTunes Live from Sydney                                    | - Датум издавања: 4. мај 2009. - Издавачка кућа: Monkey Puzzle - Формат: дигитал даунлоуд     |
| iTunes Live – ARIA Concert Series                          | - Датум издавања: 11. мај 2010. - Издавачка кућа: Monkey Puzzle - Формат: дигитал даунлоуд    |
| The We Meaning You Tour (Copenhagen 12.05.2010)            | - Датум издавања: 19. јул 2011. - Издавачка кућа: Monkey Puzzle - Формат: ЦД                  |
| The We Meaning You Tour, Live at the Roundhouse 27.05.2010 | - Датум издавања: 19. јул 2011. - Издавачка кућа: Monkey Puzzle - Формат: ЦД                  |
| Spotify Sessions                                           | - Датум издавања: 8. април 2016. - Издавачка кућа: Monkey Puzzle - Формат: ЛП, стриминг       |

### Албуми-ремиксеви
| Назив                                  | Информације о албуму                                                                                |
| -------------------------------------- | --------------------------------------------------------------------------------------------------- |
| The Girl You Lost to Cocaine (Remixes) | - Датум издавања: 6. мај 2008. - Издавачка кућа: Ultra Records - Формат: дигитал даунлоуд           |
| Remixes 1 – EP                         | - Датум издавања: 15. јул 2008. - Издавачка кућа: Go! Beat Records - Формат: дигитал даунлоуд       |
| Remixes 2 – EP                         | - Датум издавања: 15. јул 2008. - Издавачка кућа: Go! Beat Records - Формат: дигитал даунлоуд       |
| Buttons (Remixes)                      | - Датум издавања: 25. новембар 2008. - Издавачка кућа: Monkey Puzzle - Формат: ЦД, дигитал даунлоуд |
| Elastic Heart (The Remixes)            | - Датум издавања: 14. април 2014. - Издавачка кућа: Monkey Puzzle - Формат: дигитал даунлоуд        |
| Chandelier Remixes – EP                | - Датум издавања: 22. јул 2014. - Издавачка кућа: Monkey Puzzle - Формат: ЦД, дигитал даунлоуд      |
| Big Girls Cry (Remixes) – EP           | - Датум издавања: 24. април 2015. - Издавачка кућа: Monkey Puzzle - Формат: дигитал даунлоуд        |
| Alive (Remixes) – EP                   | - Датум издавања: 8. децембар 2015. - Издавачка кућа: Monkey Puzzle - Формат: дигитал даунлоуд      |
| Cheap Thrills (Remixes)                | - Датум издавања: 8. април 2016. - Издавачка кућа: Monkey Puzzle - Формат: ЦД, дигитал даунлоуд     |

### Видео албуми
| Назив           | Информације о албуму                                                        |
| --------------- | --------------------------------------------------------------------------- |
| TV Is My Parent | - Датум издавања: 19. мај. 2009. - Издавачка кућа: Hear Music - Формат: DVD |

## Синглови

### Као главни извођач
| "Taken for Granted"                                                                         | 2000 | 100 | —  | —  | —   | —  | —  | —  | —  | 10  | —  | | Healing Is Difficult            |
| "Little Man"                                                                                | 2000 | —   | —  | —  | —   | —  | —  | —  | —  | 82  | —  | | Healing Is Difficult            |
| "Drink to Get Drunk" (with Different Gear)                                                  | 2001 | —   | —  | —  | —   | —  | 43 | —  | —  | 91  | —  | | Healing Is Difficult            |
| "Don't Bring Me Down"                                                                       | 2003 | —   | —  | —  | —   | —  | —  | —  | —  | —   | —  | | Colour the Small One            |
| "Breathe Me"                                                                                | 2004 | —   | —  | 19 | 81  | —  | —  | —  | —  | 71  | —  | - BPI: Silver - IFPI DEN: Gold - RIAA: Platinum | Colour the Small One            |
| "Where I Belong"                                                                            | 2004 | —   | —  | —  | —   | —  | —  | —  | —  | 85  | —  | | Colour the Small One            |
| "Numb"                                                                                      | 2005 | —   | —  | —  | —   | —  | —  | —  | —  | —   | —  | | Colour the Small One            |
| "Day Too Soon"                                                                              | 2007 | —   | —  | —  | —   | —  | —  | —  | —  | —   | —  | | Some People Have Real Problems  |
| "The Girl You Lost to Cocaine"                                                              | 2008 | —   | —  | —  | —   | —  | —  | —  | —  | —   | —  | | Some People Have Real Problems  |
| "Soon We'll Be Found"                                                                       | 2008 | 89  | —  | —  | —   | —  | —  | —  | —  | 94  | —  | | Some People Have Real Problems  |
| "Buttons"                                                                                   | 2009 | 67  | —  | —  | —   | —  | —  | —  | —  | —   | —  | | Some People Have Real Problems  |
| "You've Changed"                                                                            | 2009 | 31  | —  | —  | —   | —  | —  | —  | —  | —   | —  | | We Are Born                     |
| "Under the Milky Way"                                                                       | 2010 | —   | —  | —  | —   | —  | —  | —  | —  | —   | —  | | Non-album single                |
| "Clap Your Hands"                                                                           | 2010 | 17  | —  | —  | —   | —  | —  | —  | —  | —   | —  | | We Are Born                     |
| "Bring Night"                                                                               | 2010 | 99  | —  | —  | —   | —  | —  | —  | —  | —   | —  | | We Are Born                     |
| "Elastic Heart" (featuring The Weeknd and Diplo)                                            | 2013 | 67  | —  | 21 | —   | —  | 11 | 7  | —  | 61  | —  | - IFPI DEN: Platinum - RMNZ: Platinum | The Hunger Games: Catching Fire |
| "Chandelier"                                                                                | 2014 | 2   | 6  | 6  | 1   | 10 | 2  | 3  | 4  | 6   | 8  | - ARIA: 5× Platinum - BPI: 3× Platinum - BVMI: Platinum - FIMI: 5× Platinum - GLF: 4× Platinum - IFPI DEN: 2× Platinum - MC: 3× Platinum - RIAA: 3× Platinum - RMNZ: 2× Platinum - SNEP: Diamond | 1000 Forms of Fear              |
| "Big Girls Cry"                                                                             | 2014 | 16  | 64 | —  | 18  | —  | —  | —  | —  | 77  | —  | - ARIA: Platinum - BPI: Silver | 1000 Forms of Fear              |
| "Elastic Heart"                                                                             | 2015 | 5   | 7  | 21 | 23  | 29 | 11 | 7  | 14 | 10  | 17 | - ARIA: 3× Platinum - BPI: Platinum - FIMI: Platinum - MC: Platinum - RIAA: 2× Platinum - SNEP: Gold                                                                                             | 1000 Forms of Fear              |
| "Fire Meet Gasoline"                                                                        | 2015 | 60  | —  | —  | 39  | 85 | —  | —  | —  | 193 | —  | | 1000 Forms of Fear              |
| "Alive"                                                                                     | 2015 | 10  | 28 | —  | 17  | —  | 57 | 29 | 69 | 30  | 56 | - ARIA: Platinum - BPI: Gold - FIMI: Platinum - GLF: Gold - MC: Platinum | This Is Acting                  |
| "Cheap Thrills" (featuring Sean Paul)                                                       | 2016 | 6   | 1  | 2  | 1   | 1  | 1  | 3  | 1  | 2   | 1  | - ARIA: 4× Platinum - BPI: 3× Platinum - BVMI: Diamond - FIMI: Diamond - GLF: 4× Platinum - IFPI DEN: 3× Platinum - MC: 7× Platinum - RIAA: 4× Platinum - RMNZ: 2× Platinum                      | This Is Acting                  |
| "The Greatest" (featuring Kendrick Lamar)                                                   | 2016 | 2   | 6  | 5  | 3   | 3  | 5  | 5  | 5  | 5   | 18 | - ARIA: 2× Platinum - BPI: Platinum - BVMI: Platinum - FIMI: 4× Platinum - IFPI DEN: Platinum - MC: 3× Platinum - RIAA: Gold - RMNZ: Platinum - SNEP: Diamond                                    | This Is Acting                  |
| "Never Give Up"                                                                             | 2016 | 29  | —  | —  | 17  | 8  | —  | —  | —  | —   | —  | - ARIA: Gold - SNEP: Platinum | Lion                            |
| "Angel by the Wings"                                                                        | 2016 | —   | —  | —  | —   | —  | —  | —  | —  | —   | —  | | The Eagle Huntress              |
| "Move Your Body"                                                                            | 2017 | 34  | 82 | —  | 62  | —  | 90 | —  | 57 | 59  | —  | - BPI: Silver - FIMI: Gold - GLF: Gold - SNEP: Gold | This Is Acting                  |
| "To Be Human" (featuring Labrinth)                                                          | 2017 | —   | —  | —  | 117 | —  | —  | —  | —  | —   | —  | | Wonder Woman                    |
| "Free Me"                                                                                   | 2017 | —   | —  | —  | 155 | —  | —  | —  | —  | —   | —  | | Non-album single                |
| "Rainbow"                                                                                   | 2017 | —   | —  | —  | —   | —  | —  | —  | —  | —   | —  | | My Little Pony: The Movie       |
| "Santa's Coming for Us"                                                                     | 2017 | —   | 67 | —  | 45  | 51 | 82 | —  | 67 | 39  | —  | | Everyday Is Christmas           |
| "Helium" (vs David Guetta and Afrojack)                                                     | 2018 | 88  | —  | —  | —   | —  | —  | —  | 61 | —   | —  | | Fifty Shades Darker             |
| "Flames" (with David Guetta)                                                                | 2018 | 19  | 66 | 40 | 2   | 7  | 11 | —  | 9  | 7   | —  | - ARIA: Platinum - BPI: Platinum - BVMI: Gold - FIMI: Platinum - IFPI DEN: Gold - MC: Platinum - SNEP: Platinum                                                                                  | 7                               |
| "Here I Am" (with Dolly Parton)                                                             | 2018 | —   | —  | —  | —   | —  | —  | —  | —  | —   | —  | | Dumplin'                        |
| "I'm Still Here"                                                                            | 2018 | —   | —  | —  | —   | —  | —  | —  | —  | —   | —  | |                                 |
| "—" озачава издање које или није дебитовало на листи или није дебитовало на тој територији. |      |     |    |    |     |    |    |    |    |     |    | |                                 |

### Као гостујући музичар
| "Destiny" (Zero 7 featuring Sia and Sophie Barker)                                          | 2001 | —  | —  | —  | —   | —  | —  | —  | —  | 30  | —  | | Simple Things             |
| "Somersault" (Zero 7 featuring Sia)                                                         | 2004 | —  | —  | —  | —   | —  | —  | —  | —  | 56  | —  | | When It Falls             |
| "I'll Forget You" (Lior featuring Sia)                                                      | 2011 | —  | —  | —  | —   | —  | —  | —  | —  | —   | —  | | Corner of an Endless Road |
| "I Love It" (Hilltop Hoods featuring Sia)                                                   | 2011 | 6  | —  | —  | —   | —  | —  | 13 | —  | —   | —  | - ARIA: 3× Platinum - RMNZ: Gold | Drinking from the Sun     |
| "Titanium" (David Guetta featuring Sia)                                                     | 2011 | 5  | 7  | 3  | 3   | 5  | 3  | 3  | 3  | 1   | 7  | - ARIA: 5× Platinum - BPI: 3× Platinum - BVMI: Platinum - FIMI: 8× Platinum - IFPI DEN: Platinum - RIAA: 2× Platinum - RMNZ: 3× Platinum - SNEP: Gold                            | Nothing but the Beat      |
| "Wild Ones" (Flo Rida featuring Sia)                                                        | 2011 | 1  | 1  | 11 | 11  | 6  | 15 | 1  | 3  | 4   | 5  | - ARIA: 7× Platinum - BPI: Platinum - BVMI: Gold - FIMI: Gold - GLF: 5× Platinum - IFPI DEN: 3× Platinum - RIAA: 4× Platinum - RMNZ: 2× Platinum                                 | Wild Ones                 |
| "Wild One Two" (Jack Back featuring David Guetta, Nicky Romero and Sia)                     | 2012 | 52 | —  | —  | —   | 65 | —  | —  | —  | 171 | —  | | Nothing but the Beat 2.0  |
| "She Wolf (Falling to Pieces)" (David Guetta featuring Sia)                                 | 2012 | 11 | 35 | 7  | 4   | 3  | 6  | 19 | 4  | 8   | —  | - ARIA: 2× Platinum - BPI: Gold - BVMI: Gold - FIMI: 8× Platinum - SNEP: Gold | Nothing but the Beat 2.0  |
| "Dim the Light" (Creep featuring Sia)                                                       | 2013 | —  | —  | —  | —   | —  | —  | —  | —  | —   | —  | | Echoes                    |
| "Battle Cry" (Angel Haze featuring Sia)                                                     | 2014 | —  | —  | —  | —   | —  | —  | —  | —  | 70  | —  | | Dirty Gold                |
| "Guts Over Fear" (Eminem featuring Sia)                                                     | 2014 | 22 | 9  | 22 | 10  | 35 | 45 | 22 | 40 | 10  | 22 | - RIAA: Gold | Shady XV                  |
| "Déjà Vu" (Giorgio Moroder featuring Sia)                                                   | 2015 | —  | —  | —  | 182 | —  | —  | —  | —  | 194 | —  | | Déjà Vu                   |
| "Golden" (Travie McCoy featuring Sia)                                                       | 2015 | 4  | —  | —  | —   | —  | —  | 20 | —  | —   | —  | - ARIA: Platinum | Rough Water               |
| "Bang My Head" (David Guetta featuring Sia and Fetty Wap)                                   | 2015 | 21 | 51 | 38 | 3   | 24 | 22 | 17 | 19 | 18  | 76 | - BPI: Gold - BVMI: Gold - FIMI: 2× Platinum - GLF: Platinum - IFPI DEN: Gold - RIAA: Gold - RMNZ: Platinum                                                                      | Listen Again              |
| "Living Out Loud" (Brooke Candy featuring Sia)                                              | 2016 | —  | —  | —  | —   | —  | —  | —  | —  | —   | —  | | Daddy Issues              |
| "Waterfall" (Stargate featuring Pink and Sia)                                               | 2017 | 19 | 86 | —  | 36  | 47 | 79 | —  | 67 | 47  | —  | - ARIA: Gold |                           |
| "Dusk Till Dawn" (Zayn featuring Sia)                                                       | 2017 | 6  | 5  | 12 | 3   | 3  | 6  | 8  | 2  | 5   | 44 | - ARIA: 4× Platinum - BPI: Platinum - BVMI: Platinum - FIMI: 2× Platinum - GLF: 5× Platinum - IFPI DEN: Gold - MC: 2× Platinum - RIAA: Platinum - RMNZ: Platinum - SNEP: Diamond |                           |
| "—" озачава издање које или није дебитовало на листи или није дебитовало на тој територији. |      |    |    |    |     |    |    |    |    |     |    | |                           |

### Промотивни синглови
| Назив                                                                                       | Година | Позиција | Позиција | Позиција | Позиција | Позиција | Позиција | Позиција | Позиција | Албум                 |
| Назив                                                                                       | Година | AUS      | CAN      | FRA      | GER      | NZ       | SWE      | UK       | US       | Албум                 |
| ------------------------------------------------------------------------------------------- | ------ | -------- | -------- | -------- | -------- | -------- | -------- | -------- | -------- | --------------------- |
| "Eye of the Needle"                                                                         | 2014   | 36       | —        | 71       | —        | —        | —        | 181      | —        | 1000 Forms of Fear    |
| "Salted Wound"                                                                              | 2015   | —        | —        | 70       | —        | —        | —        | 118      | —        | Fifty Shades of Grey  |
| "Bird Set Free"                                                                             | 2015   | 36       | 98       | 49       | —        | —        | —        | 92       | —        | This Is Acting        |
| "One Million Bullets"                                                                       | 2016   | —        | —        | —        | —        | —        | —        | —        | —        | This Is Acting        |
| "Reaper"                                                                                    | 2016   | 89       | 78       | 89       | —        | —        | 92       | 82       | —        | This Is Acting        |
| "Unstoppable"                                                                               | 2016   | —        | 88       | 23       | 62       | —        | 94       | —        | —        | This Is Acting        |
| "Unforgettable"                                                                             | 2016   | —        | —        | —        | —        | —        | —        | —        | —        | Finding Dory          |
| "Satisfied" (featuring Miguel and Queen Latifah)                                            | 2016   | —        | —        | —        | —        | —        | —        | —        | —        | The Hamilton Mixtape  |
| "Snowman"                                                                                   | 2017   | —        | —        | 175      | —        | —        | 51       | —        | —        | Everyday Is Christmas |
| "—" озачава издање које или није дебитовало на листи или није дебитовало на тој територији. |        |          |          |          |          |          |          |          |          |                       |

## Other charted songs
| Песма                                                                                       | Година | Позиција | Позиција | Позиција | Позиција | Позиција | Позиција | Позиција | Позиција | Сертификат   | Албум                           |
| Песма                                                                                       | Година | AUS      | CAN      | FRA      | GER      | NZ       | SWE      | UK       | US       | Сертификат   | Албум                           |
| ------------------------------------------------------------------------------------------- | ------ | -------- | -------- | -------- | -------- | -------- | -------- | -------- | -------- | ------------ | ------------------------------- |
| "I Go to Sleep"                                                                             | 2010   | 32       | —        | —        | —        | —        | —        | —        | —        |              | Some People Have Real Problems  |
| "Beautiful Pain" (Eminem featuring Sia)                                                     | 2013   | 59       | 55       | 114      | 87       | 15       | —        | 67       | 99       | - RMNZ: Gold | The Marshall Mathers LP 2       |
| "Burn the Pages"                                                                            | 2014   | 82       | —        | —        | —        | —        | —        | —        | —        |              | 1000 Forms of Fear              |
| "The Whisperer" (David Guetta featuring Sia)                                                | 2014   | —        | —        | 96       | —        | —        | —        | —        | —        |              | Listen                          |
| "Je te pardonne" (Maître Gims featuring Sia)                                                | 2015   | —        | —        | 12       | —        | —        | —        | —        | —        |              | Mon cœur avait raison           |
| "Salted Wound"                                                                              | 2015   | —        | —        | 70       | —        | —        | —        | —        | —        |              | Fifty Shades of Grey            |
| "My Love"                                                                                   | 2015   | 76       | —        | —        | —        | —        | —        | —        | —        |              | The Twilight Saga: Eclipse      |
| "Waving Goodbye"                                                                            | 2016   | —        | —        | 95       | —        | —        | —        | —        | —        |              | The Neon Demon                  |
| "Move Your Body" (Alan Walker Remix)                                                        | 2016   | —        | —        | —        | —        | —        | 57       | —        | —        | - GLF: Gold  | This Is Acting (Deluxe edition) |
| "Confetti"                                                                                  | 2016   | —        | —        | 71       | —        | —        | —        | —        | —        |              | This Is Acting (Deluxe edition) |
| "Midnight Decisions"                                                                        | 2016   | —        | —        | 146      | —        | —        | —        | —        | —        |              | This Is Acting (Deluxe edition) |
| "Helium"                                                                                    | 2017   | —        | 74       | 10       | 30       | —        | 32       | 45       | 71       |              | Fifty Shades Darker             |
| "—" озачава издање које или није дебитовало на листи или није дебитовало на тој територији. |        |          |          |          |          |          |          |          |          |              |                                 |

## Написано и остала појављивања
| #   | Песма                                                | Година | Извођач                                             | Албум                                                     | Појављивања                                                       |
| --- | ---------------------------------------------------- | ------ | --------------------------------------------------- | --------------------------------------------------------- | ----------------------------------------------------------------- |
| 1   | "Some Kind of Love Song"                             | 1999   | Friendly                                            | Akimbo                                                    | Vocalist (uncredited)                                             |
| 2   | "Distractions" "Destiny"                             | 2001   | Zero 7                                              | Simple Things                                             | Co-writer Vocalist                                                |
| 3   | "Speed Dial No. 2"                                   | 2004   | Zero 7                                              | When It Falls                                             | Co-writer Vocalist                                                |
| 4   | "Utopía"                                             | 2006   | Belinda                                             | Utopía                                                    | Co-writer Vocalist                                                |
| 5   | "I Go to Sleep"                                      | 2007   | Sia                                                 | Sounds Eclectic: The Covers Project                       | Vocalist                                                          |
| 6   | "You Don't Know"                                     | 2008   | Will Young                                          | Let It Go                                                 | Co-writer                                                         |
| 7   | "Wicked Game"                                        | 2009   | Peter Jöback                                        | East Side Stories                                         | Featured vocalist                                                 |
| 8   | "You Don't Have to Be a Prostitute"                  | 2009   | Flight of the Conchords                             | I Told You I Was Freaky                                   | Background vocalist                                               |
| 9   | "Carol Brown"                                        | 2009   | Flight of the Conchords                             | I Told You I Was Freaky                                   | Background vocalist                                               |
| 10  | "Never So Big"                                       | 2010   | David Byrne and Fatboy Slim                         | Here Lies Love                                            | Co-writer and featured vocalist                                   |
| 11  | "Sweet One"                                          | 2010   | Katie Noonan and the Captains                       | Emperor's Box                                             | Co-writer and featured vocalist                                   |
| 12  | "You Lost Me"                                        | 2010   | Christina Aguilera                                  | Bionic                                                    | Co-writer and vocal producer                                      |
| 13  | "All I Need"                                         | 2010   | Christina Aguilera                                  | Bionic                                                    | Co-writer and vocal producer                                      |
| 14  | "I Am"                                               | 2010   | Christina Aguilera                                  | Bionic                                                    | Co-writer and vocal producer                                      |
| 15  | "Stronger Than Ever"                                 | 2010   | Christina Aguilera                                  | Bionic                                                    | Co-writer and vocal producer                                      |
| 16  | "Bound to You"                                       | 2010   | Christina Aguilera                                  | Burlesque: Original Motion Picture Soundtrack             | Co-writer                                                         |
| 17  | "My Love"                                            | 2011   | Sia                                                 | The Twilight Saga: Eclipse                                | Co-writer and vocalist                                            |
| 18  | "Get Over U"                                         | 2011   | Neon Hitch                                          | Non-album single                                          | Co-writer                                                         |
| 19  | "Dragging You Around"                                | 2012   | Greg Laswell                                        | Landline                                                  | Co-writer and featured vocalist                                   |
| 20  | "Blank Page"                                         | 2012   | Christina Aguilera                                  | Lotus                                                     | Co-writer                                                         |
| 21  | "Diamonds"                                           | 2012   | Rihanna                                             | Unapologetic                                              | Co-writer                                                         |
| 22  | "Let Me Love You (Until You Learn to Love Yourself)" | 2012   | Ne-Yo                                               | R.E.D.                                                    | Co-writer                                                         |
| 23  | "Radioactive"                                        | 2012   | Rita Ora                                            | ORA                                                       | Co-writer                                                         |
| 24  | "Kill, Fuck, Marry"                                  | 2012   | Nikki Williams                                      | Н/Д                                                       | Co-writer                                                         |
| 25  | "Kill and Run"                                       | 2013   | Sia                                                 | The Great Gatsby: Music from Baz Luhrmann's Film          | Co-writer and vocalist                                            |
| 26  | "Loved Me Back to Life"                              | 2013   | Celine Dion                                         | Loved Me Back to Life                                     | Co-writer                                                         |
| 27  | "Acid Rain"                                          | 2013   | Alexis Jordan                                       | Н/Д                                                       | Co-writer                                                         |
| 28  | "Strange Birds"                                      | 2013   | Birdy                                               | Fire Within                                               | Co-writer                                                         |
| 29  | "Green Card"                                         | 2013   | Oh Land                                             | Wish Bone                                                 | Co-writer                                                         |
| 30  | "The Hands I Hold"                                   | 2013   | Bo Bruce                                            | Before I Sleep                                            | Co-writer                                                         |
| 31  | "Gentlemen"                                          | 2013   | Jessica Sanchez                                     | Me, You & the Music                                       | Co-writer                                                         |
| 32  | "Double Rainbow"                                     | 2013   | Katy Perry                                          | Prism                                                     | Co-writer                                                         |
| 33  | "Breathe"                                            | 2013   | Jessie J                                            | Alive                                                     | Co-writer                                                         |
| 34  | "Unite"                                              | 2013   | Jessie J                                            | Alive                                                     | Co-writer                                                         |
| 35  | "Perfume"                                            | 2013   | Britney Spears                                      | Britney Jean                                              | Co-writer and backing vocalist                                    |
| 36  | "Passenger"                                          | 2013   | Britney Spears                                      | Britney Jean                                              | Co-writer and backing vocalist                                    |
| 37  | "Brightest Morning Star"                             | 2013   | Britney Spears                                      | Britney Jean                                              | Co-writer and backing vocalist                                    |
| 38  | "Beautiful Pain"                                     | 2013   | Eminem featuring Sia                                | The Marshall Mathers LP 2                                 | Co-writer and featured vocalist                                   |
| 39  | "Standing on the Sun"                                | 2013   | Beyoncé                                             | H&M Spring Summer 2013                                    | Co-writer and backing vocalist                                    |
| 40  | "Pretty Hurts"                                       | 2013   | Beyoncé                                             | Beyoncé                                                   | Co-writer                                                         |
| 41  | "God Made You Beautiful"                             | 2013   | Beyoncé                                             | Life Is But a Dream                                       | Co-writer                                                         |
| 42  | "Rise Up"                                            | 2013   | Beyoncé                                             | Epic                                                      | Co-writer                                                         |
| 43  | "Dim the Lights"                                     | CREEP  | Echoes                                              | Co-writer and featured vocalist                           |                                                                   |
| 44  | "Cannonball"                                         | 2014   | Lea Michele                                         | Louder                                                    | Co-writer and backing vocalist                                    |
| 45  | "Battlefield"                                        | 2014   | Lea Michele                                         | Louder                                                    | Co-writer and backing vocalist                                    |
| 46  | "You're Mine"                                        | 2014   | Lea Michele                                         | Louder                                                    | Co-writer                                                         |
| 47  | "If You Say So"                                      | 2014   | Lea Michele                                         | Louder                                                    | Co-writer                                                         |
| 48  | "Into the Blue"                                      | 2014   | Kylie Minogue                                       | Kiss Me Once                                              | Executive producer                                                |
| 49  | "Million Miles"                                      | 2014   | Kylie Minogue                                       | Kiss Me Once                                              | Executive producer                                                |
| 50  | "I Was Gonna Cancel"                                 | 2014   | Kylie Minogue                                       | Kiss Me Once                                              | Executive producer                                                |
| 51  | "Sexy Love"                                          | 2014   | Kylie Minogue                                       | Kiss Me Once                                              | Executive producer                                                |
| 52  | "Feels So Good"                                      | 2014   | Kylie Minogue                                       | Kiss Me Once                                              | Executive producer                                                |
| 53  | "If Only"                                            | 2014   | Kylie Minogue                                       | Kiss Me Once                                              | Executive producer                                                |
| 54  | "Les Sex"                                            | 2014   | Kylie Minogue                                       | Kiss Me Once                                              | Executive producer                                                |
| 55  | "Beautiful"                                          | 2014   | Kylie Minogue                                       | Kiss Me Once                                              | Executive producer                                                |
| 56  | "Fine"                                               | 2014   | Kylie Minogue                                       | Kiss Me Once                                              | Executive producer                                                |
| 57  | "Sexercize"                                          | 2014   | Kylie Minogue                                       | Kiss Me Once                                              | Co-writer and executive producer                                  |
| 58  | "Kiss Me Once"                                       | 2014   | Kylie Minogue                                       | Kiss Me Once                                              | Writer and executive producer                                     |
| 59  | "Chasing Shadows"                                    | 2014   | Shakira                                             | Shakira                                                   | Co-writer and backing vocalist                                    |
| 60  | "We Are One (Ole Ola)"                               | 2014   | Pitbull featuring Jennifer Lopez and Claudia Leitte | One Love, One Rhythm                                      | Co-writer                                                         |
| 61  | "Expertease (Ready Set Go)"                          | 2014   | Jennifer Lopez                                      | A.K.A.                                                    | Co-writer and backing vocalist                                    |
| 62  | "Pop Rock"                                           | 2014   | Brooke Candy                                        | Opulence EP                                               | Co-writer and backing vocalist                                    |
| 63  | "Opulence"                                           | 2014   | Brooke Candy                                        | Opulence EP                                               | Co-writer                                                         |
| 64  | "Godzillinaire"                                      | 2014   | Brooke Candy                                        | Opulence EP                                               | Co-writer                                                         |
| 65  | "Guts Over Fear"                                     | 2014   | Eminem featuring Sia                                | Shady XV                                                  | Co-writer and featured vocalist                                   |
| 66  | "My Heart Is Open"                                   | 2014   | Maroon 5 featuring Gwen Stefani                     | V                                                         | Co-writer                                                         |
| 67  | "Firecracker"                                        | 2014   | Cheryl                                              | Only Human                                                | Co-writer and featured vocalist                                   |
| 68  | "Push (Feeling Good on a Wednesday)"                 | 2014   | Randy Marsh as Lorde                                | Н/Д                                                       | Vocalist                                                          |
| 69  | "Bang My Head"                                       | 2014   | David Guetta featuring Sia                          | Listen                                                    | Co-writer and featured vocalist                                   |
| 70  | "The Whisperer"                                      | 2014   | David Guetta featuring Sia                          | Listen                                                    | Co-writer and featured vocalist                                   |
| 71  | "Moonquake Lake"                                     | 2014   | Sia featuring Beck                                  | Annie                                                     | Co-writer and vocalist                                            |
| 72  | "I Think I'm Gonna Like It Here (2014 Film Version)" | 2014   | Rose Byrne, Stephanie Kurtzuba, Quvenzhané Wallis   | Annie                                                     | Co-writer                                                         |
| 73  | "Little Girls (2014 Film Version)"                   | 2014   | Cameron Diaz                                        | Annie                                                     | Co-writer                                                         |
| 74  | "The City's Yours (for the 2014 film Annie)"         | 2014   | Jamie Foxx, Quvenzhané Wallis                       | Annie                                                     | Co-writer                                                         |
| 75  | "Opportunity (for the 2014 film Annie)"              | 2014   | Quvenzhané Wallis                                   | Annie                                                     | Co-writer                                                         |
| 76  | "Easy Street (2014 Film Version)"                    | 2014   | Bobby Cannavale, Cameron Diaz                       | Annie                                                     | Co-writer                                                         |
| 77  | "Who Am I? (for the 2014 film Annie)"                | 2014   | Cameron Diaz, Jamie Foxx, Quvenzhané Wallis         | Annie                                                     | Co-writer                                                         |
| 78  | "I Don't Need Anything but You (2014 Film Version)"  | 2014   | Rose Byrne, Jamie Foxx, Quvenzhané Wallis           | Annie                                                     | Co-writer                                                         |
| 79  | "Salted Wound"                                       | 2015   | Sia                                                 | Fifty Shades of Grey (Original Motion Picture Soundtrack) | Co-writer and vocalist                                            |
| 80  | "Throw Down the Roses"                               | 2015   | Kate Pierson                                        | Guitars and Microphones                                   | Co-writer, executive producer, backing vocalist and percussionist |
| 81  | "Bring Your Arms"                                    | 2015   | Kate Pierson                                        | Guitars and Microphones                                   | Co-writer, executive producer, and backing vocalist               |
| 82  | "Matrix"                                             | 2015   | Kate Pierson                                        | Guitars and Microphones                                   | Co-writer, executive producer, and backing vocalist               |
| 83  | "Pulls You Under"                                    | 2015   | Kate Pierson                                        | Guitars and Microphones                                   | Co-writer, executive producer, and backing vocalist               |
| 84  | "Mister Sister"                                      | 2015   | Kate Pierson                                        | Guitars and Microphones                                   | Co-writer and executive producer                                  |
| 85  | "Guitars and Microphones"                            | 2015   | Kate Pierson                                        | Guitars and Microphones                                   | Co-writer and executive producer                                  |
| 86  | "Crush Me With Your Love"                            | 2015   | Kate Pierson                                        | Guitars and Microphones                                   | Co-writer and executive producer                                  |
| 87  | "Bottoms Up"                                         | 2015   | Kate Pierson                                        | Guitars and Microphones                                   | Co-writer and executive producer                                  |
| 88  | "Time Wave Zero"                                     | 2015   | Kate Pierson                                        | Guitars and Microphones                                   | Co-writer and executive producer                                  |
| 89  | "Wolves"                                             | 2015   | Kate Pierson                                        | Guitars and Microphones                                   | Executive producer                                                |
| 90  | "Invincible"                                         | 2015   | Kelly Clarkson                                      | Piece by Piece                                            | Co-writer                                                         |
| 91  | "Let Your Tears Fall"                                | 2015   | Kelly Clarkson                                      | Piece by Piece                                            | Co-writer                                                         |
| 92  | "Wolves"                                             | 2015   | Kanye West featuring Sia and Vic Mensa              | The Life of Pablo                                         | Featured vocalist                                                 |
| 93  | "Beautiful People"                                   | 2015   | Wiz Khalifa featuring Sia                           | Н/Д                                                       | Featured vocalist                                                 |
| 94  | "Freeze You Out"                                     | 2015   | Marina Kaye                                         | Fearless                                                  | Writer                                                            |
| 95  | "Flashlight"                                         | 2015   | Jessie J                                            | Pitch Perfect 2: Original Motion Picture Soundtrack       | Co-writer                                                         |
| 96  | "California Dreamin'"                                | 2015   | Sia                                                 | San Andreas: Original Motion Picture Soundtrack           | Vocalist                                                          |
| 97  | "Boy Problems"                                       | 2015   | Carly Rae Jepsen                                    | Emotion                                                   | Co-writer                                                         |
| 98  | "Making the Most of the Night"                       | 2015   | Carly Rae Jepsen                                    | Emotion                                                   | Co-writer                                                         |
| 99  | "Golden"                                             | 2015   | Travie McCoy featuring Sia                          | Rough Water                                               | Co-writer and featured artist                                     |
| 100 | "Je Te Pardonne"                                     | 2015   | Maître Gims featuring Sia                           | Mon cœur avait raison                                     | Featured artist                                                   |
| 101 | "Try Everything"                                     | 2015   | Shakira                                             | Zootopia                                                  | Co-writer                                                         |
| 102 | "Round Your Little Finger"                           | 2015   | Katharine McPhee                                    | Hysteria                                                  | Co-writer                                                         |
| 103 | "Like a River Runs"                                  | 2015   | Bleachers                                           | Terrible Thrills, Vol. 2                                  | Featured artist                                                   |
| 104 | "One Candle"                                         | 2015   | J Ralph                                             | Racing Extinction Soundtrack                              | Featured artist                                                   |
| 105 | "Jóia"                                               | 2015   | Pabllo Vittar                                       | Open Bar EP                                               | Co-writer                                                         |
| 106 | "Rock Bottom"                                        | 2015   | Marco Mengoni                                       | Le cose che non ho                                        | Co-writer                                                         |
| 107 | "Oasis"                                              | 2016   | Kygo featuring Foxes                                | Cloud Nine                                                | Co-writer                                                         |
| 108 | "Angel by the Wings"                                 | 2016   | Sia                                                 | The Eagle Huntress Soundtrack                             | Co-writer and vocalist                                            |
| 109 | "Waving Goodbye"                                     | 2016   | Sia                                                 | The Neon Demon soundtrack                                 | Co-writer and vocalist                                            |
| 110 | "Unforgettable"                                      | 2016   | Sia                                                 | Finding Dory: Original Motion Picture Soundtrack          | Vocalist                                                          |
| 111 | "Sledgehammer"                                       | 2016   | Rihanna                                             | Star Trek: Beyond Original Motion Picture Soundtrack      | Co-writer                                                         |
| 112 | "Unstoppable (Perfect Isn't Pretty)"                 | 2016   | Sia featuring Ariel Rechtshaid, Pusha T and Olodum  | Rio 2016 Olympic Games Film Soundtrack                    | Co-writer and vocalist                                            |
| 113 | "Blackbird"                                          | 2016   | Sia                                                 | The Beat Bugs soundtrack                                  | Vocalist                                                          |
| 114 | "Telepathy"                                          | 2016   | Christina Aguilera featuring Nile Rodgers           | The Get Down soundtrack                                   | Co-writer                                                         |
| 115 | "Satisfied"                                          | 2016   | Sia featuring Miguel and Queen Latifah              | The Hamilton Mixtape                                      | Vocalist                                                          |
| 116 | "Never Give Up"                                      | 2016   | Sia                                                 | Lion Movie Soundtrack                                     | Co-writer and vocalist                                            |
| 117 | "Toy Box"                                            | 2017   | Mylene Cruz & The Soul Madonnas                     | The Get Down Part II Soundtrack                           | Co-writer                                                         |
| 118 | "Magical"                                            | 2017   | Demi Lovato                                         | Charming Soundtrack                                       | Co-writer                                                         |
| 119 | "Balladino"                                          | 2017   | Sia                                                 | Charming Soundtrack                                       | Co-writer and vocalist                                            |
| 120 | "Best Day Ever"                                      | 2017   | Blondie                                             | Pollinator                                                | Co-writer                                                         |
| 121 | "Hey Hey Hey"                                        | 2017   | Katy Perry                                          | Witness                                                   | Co-writer                                                         |
| 122 | "Chained to the Rhythm" (featuring Skip Marley)      | 2017   | Katy Perry                                          | Witness                                                   | Co-writer and backing vocals                                      |
| 123 | "Waterfall"                                          | 2017   | Stargate                                            |                                                           | Co-writer and vocalist                                            |
| 124 | "Quit" (featuring Ariana Grande)                     | 2017   | Cashmere Cat                                        | 9                                                         | Co-writer                                                         |
| 125 | "Devil in Me"                                        | 2017   | Halsey                                              | Hopeless Fountain Kingdom                                 | Co-writer                                                         |
| 126 | "Crying in the Club"                                 | 2017   | Camila Cabello                                      | Н/Д                                                       | Co-writer and vocalist (uncredited)                               |
| 127 | "Volcano"                                            | 2017   | Brooke Candy                                        |                                                           | Co-writer                                                         |
| 128 | "Dusk Till Dawn"                                     | 2017   | Zayn                                                |                                                           | Co-writer and featured vocalist                                   |
| 129 | "Rainbow"                                            | 2017   | Various                                             | My Little Pony: The Movie                                 | Writer and featured vocalist                                      |
| 131 | "Galaxy"                                             | 2017   | Dannii Minogue                                      |                                                           | Co-writer                                                         |
| 132 | "Warrior"                                            | 2017   | Paloma Faith                                        | The Architect                                             | Co-writer                                                         |
| 133 | "Champion"                                           | 2017   | Fall Out Boy                                        | Mania                                                     | Co-writer                                                         |
| 134 | "Deer in Headlights"                                 | 2018   | Sia                                                 | Fifty Shades Freed: Original Motion Picture Soundtrack    | Co-writer and vocalist                                            |
| 135 | "Magic"                                              | 2018   | Sia                                                 | A Wrinkle in Time (soundtrack)                            | Co-writer and vocalist                                            |
| 136 | "Genius" (featuring Sia, Diplo and Labrinth)         | 2018   | LSD                                                 | Labrinth, Sia & Diplo present... LSD                      | Co-writer and featured vocalist                                   |
| 137 | "Audio" (featuring Sia, Diplo and Labrinth)          | 2018   | LSD                                                 | Labrinth, Sia & Diplo present... LSD                      | Co-writer and featured vocalist                                   |
| 138 | "Arrested" (featuring Norma Jean Martine)            | 2018   | Love Thy Brother                                    |                                                           | Co-writer                                                         |
| 139 | "Thunderclouds" (featuring Sia, Diplo and Labrinth)  | 2018   | LSD                                                 | Labrinth, Sia & Diplo present... LSD                      | Co-writer and featured vocalist                                   |
| 140 | "Limitless"                                          | 2018   | Jennifer Lopez                                      | Second Act Soundtrack                                     | Co-writer                                                         |

## Музички видеи
| Назив                                        | Година | Директор(и)          | Ref.    |
| -------------------------------------------- | ------ | -------------------- | ------- |
| "Taken for Granted" (Original Version)       | 2000   | Matthew Bate         | [ 165 ] |
| "Taken for Granted" (Alternative Version)    | 2000   | Fatima Robinson      | [ 166 ] |
| "Little Man"                                 | 2000   | Cassius Coleman      | [ 167 ] |
| "Breathe Me"                                 | 2004   | Sia, Daniel Askill   | [ 168 ] |
| "Numb"                                       | 2004   | Sia, Clemens Habicht | [ 169 ] |
| "Sunday"                                     | 2006   | Sia                  | [ 170 ] |
| "Don't Bring Me Down"                        | 2006   | Nik Fackler          | [ 171 ] |
| "Pictures"                                   | 2007   | Sia                  | [ 172 ] |
| "Buttons"                                    | 2007   | Kris Moyes           | [ 173 ] |
| "Day Too Soon"                               | 2008   | Cat Solen            | [ 174 ] |
| "The Girl You Lost to Cocaine"               | 2008   | Kris Moyes           | [ 175 ] |
| "Soon We'll Be Found"                        | 2008   | Claire Carré         | [ 176 ] |
| "You've Changed"                             | 2009   | Dennis Liu           | [ 177 ] |
| "Clap Your Hands"                            | 2010   | Kris Moyes           | [ 178 ] |
| "I'm in Here"                                | 2010   | David Altobelli      | [ 179 ] |
| "Chandelier"                                 | 2014   | Sia, Daniel Askill   | [ 180 ] |
| "You're Never Fully Dressed Without a Smile" | 2014   | Unknown              | [ 181 ] |
| "Elastic Heart"                              | 2015   | Sia, Daniel Askill   | [ 182 ] |
| "Big Girls Cry"                              | 2015   | Sia, Daniel Askill   | [ 183 ] |
| "Fire Meet Gasoline"                         | 2015   | Francesco Carrozzini | [ 184 ] |
| "Alive"                                      | 2015   | Sia, Daniel Askill   | [ 185 ] |
| "Cheap Thrills" (featuring Sean Paul)        | 2016   | Lior Molcho          | [ 186 ] |
| "Cheap Thrills" (Performance Edit)           | 2016   | Sia, Daniel Askill   | [ 187 ] |
| "The Greatest"                               | 2016   | Sia, Daniel Askill   | [ 188 ] |
| "Never Give Up"                              | 2017   | Lior Molcho          | [ 189 ] |
| "Move Your Body" (Single Mix)                | 2017   | Lior Molcho          | [ 190 ] |
| "Rainbow"                                    | 2017   | Daniel Askill        | [ 191 ] |
| "Santa's Coming for Us"                      | 2017   | Marc Klasfeld        | [ 192 ] |
| "Candy Cane Lane"                            | 2017   | Lior Molcho          | [ 193 ] |
| "Ho Ho Ho"                                   | 2017   | Lior Molcho          | [ 194 ] |
| "Underneath the Mistletoe"                   | 2017   | Lior Molcho          | [ 195 ] |
| "Flames"                                     | 2018   | Lior Molcho          | [ 196 ] |
| "Audio"                                      | 2018   | Ernest Desumbila     | [ 197 ] |
| "Thunderclouds"                              | 2018   | Ernest Desumbila     | [ 198 ] |

### Гостујући видеи
| Назив                                                                           | Година | Директор(и)                |
| ------------------------------------------------------------------------------- | ------ | -------------------------- |
| "I'll Forget You" (Lior featuring Sia)                                          | 2008   | Natasha Pincus             |
| "I Love It" (Carl Allison & Nick Kozakis Version) (Hilltop Hoods featuring Sia) | 2011   | Carl Allison, Nick Kozakis |
| "I Love It" (Animal Logic Version) (Hilltop Hoods featuring Sia)                | 2011   | Toby Grime                 |
| "I Love It" (Blue Tongue Version) (Hilltop Hoods featuring Sia)                 | 2011   | Nash Edgerton              |
| "Titanium" (David Guetta featuring Sia)                                         | 2011   | David Wilson               |
| "Wild Ones" (Flo Rida featuring Sia)                                            | 2012   | Erik White                 |
| "She Wolf (Falling to Pieces)" (David Guetta featuring Sia)                     | 2012   | Hiro Murai                 |
| "Battle Cry" (Angel Haze featuring Sia)                                         | 2014   | Unknown                    |
| "Guts Over Fear" (Eminem featuring Sia)                                         | 2014   | Syndrome                   |
| "Déjà Vu" (Giorgio Moroder featuring Sia)                                       | 2015   | Alexandra Dahlström        |
| "Golden" (Travie McCoy featuring Sia)                                           | 2015   | Unknown                    |
| "Bang My Head" (David Guetta featuring Sia and Fetty Wap)                       | 2015   | Hannah Lux Davis           |
| "Wolves" (Kanye West featuring Sia and Vic Mensa)                               | 2016   | Unknown                    |
| "Waterfall" (Stargate featuring P!nk and Sia)                                   | 2017   | Malia James                |
| "Living Out Loud" (Brooke Candy featuring Sia)                                  | 2017   | Simon Cahn                 |
| "Dusk Till Dawn" (Zayn featuring Sia)                                           | 2017   | Marc Webb                  |